# Adriano Maleiane

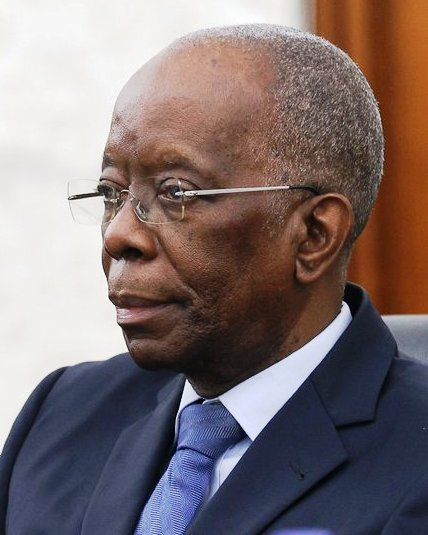
Adriano Maleiane (2022)

Adriano Afonso Maleiane (* 6. November 1949 in Matola, Portugiesisch-Ostafrika) ist ein mosambikanischer Finanzökonom und Politiker (FRELIMO). Maleiane war langjähriger Gouverneur der mosambikanischen Zentralbank Banco de Moçambique (1991–2006). Seit dem 19. Januar 2015 bis zum 3. März 2022 war er leitender Minister für Wirtschaft und Finanzen im Kabinett Nyusi I. Vom 3. März 2022 bis zum 15. Januar 2025 war er Premierminister von Mosambik.

## Biographie

### Ausbildung
Adriano Afonso Maleiane wurde am 6. November 1949 im Maputoer Vorort Matola geboren. Er studierte Wirtschaftswissenschaften an der Universidade Eduardo Mondlane, seinen Master in Finanzwirtschaft schloss er an der University of London ab.

### Erste Karriere im Bankensektor
Maleiane begann seine Karriere 1973 in der Casa Bancária de Moçambique, 1974 wechselte er zur Banco Comercial de Angola. Mit der kompletten Verstaatlichung des Bankensektors im Zuge der Unabhängigkeit Mosambiks wechselte er zur neuen einzigen Bank Mosambiks, der Bank von Mosambik (Banco de Moçambique).  Dort übernahm er verschiedenste Aufgaben, so stand er dem Departement für Import/Export-Geschäfte vor, dem Departement für Kreditwirtschaft und war auch zeitweilig Vize-Gouverneur der Bank.

### Ausflug in die Zitruswirtschaft
1983 wechselte Maleiane auf präsidentielles Dekret hin zur staatlichen Zitrusfarm von Maputo (Empresa Estatal Citrinos de Maputo). 1984 übernahm er die Leitung des Referats für Agrarwirtschaft im Landwirtschaftsministerium.

### Gouverneur der Zentralbank
1986 wechselte Maleiane zurück in die Bank von Mosambik. Er begleitete den Reformprozess der Bank, die 1991 im Zuge der Hinwendung zur Marktwirtschaft sich komplett restrukturierte, die Geschäftsbank ausgliederte und die Aufgaben einer klassischen Zentralbank übernahm. Ab 1991 übernahm er auch die Aufgaben als Gouverneur der Zentralbank. Maleiane leitete unter anderem auch die Verhandlung zur Schuldenrestrukturierung mit den Gläubigern des Londoner und des Pariser Clubs, an deren Ende ein Großteil der mosambikanischen Altschulden erlassen wurde. Er beendete seine Tätigkeit als Gouverneur der Bank im Jahr 2006.

### Aufgaben im privaten Sektor
Nach dem Ende seiner Tätigkeit bei der Bank von Mosambik arbeitete Maleiane für verschiedene private Finanz- und Versicherungsunternehmen, u. a.  MaleFinanceiro und MaleSeguros. Zuletzt leitete er die Banco Nacional de Investimentos.

### Wechsel ins Wirtschafts- und Finanzministerium
Nach der Wahl Filipe Nyusis zum Staatspräsidenten Mosambiks im Oktober 2014 ernannte dieser Maleiane zum 19. Januar 2015 zum Leiter des neu zusammengelegten Ministeriums für Wirtschaft und Finanzen. Ex officio ist Maleiane seit Mitte Februar 2015 auch Mitglied im Gouverneursrat des Internationalen Fonds für landwirtschaftliche Entwicklung (IFAD).

## Ehrungen
Maleiane erhielt 1998 den französischen Verdienstorden (Ordre national du Mérite) im Range eines Ritters (Chevalier), im gleichen Jahr auch den Verdienstorden des Präsidenten der Republik Mosambik. 2005 erhielt Maleiane die Eduardo-Mondlane-Medaille zweiter Klasse sowie das Ehrendiplom des mosambikanischen Staates.